# Pietra alberese

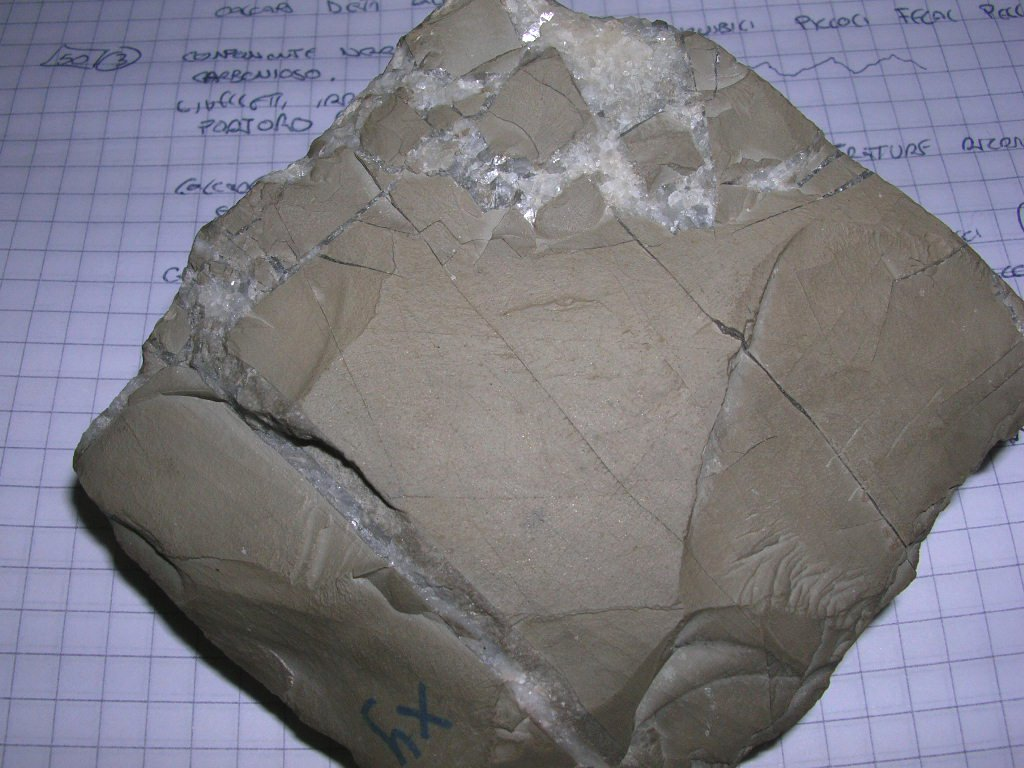
Campione di calcare alberese. Si può notare il colore dovuto alla seppur ridotta quantità di argille, e la frattura di tipo concoide.

La pietra alberese è un materiale lapideo di natura calcarea, particolarmente utilizzato in Toscana.

## Caratteristiche
Si tratta di un calcare marnoso con un alto contenuto di carbonato di calcio (CaCO3) dall'80 al 94%; la grana è mediamente fine; la frattura a forma concoide. 
Si tratta di pietre della Liguria un materiale lapideo di colore grigio appena cavato, risulta chiaro quasi bianco dopo lunghe esposizioni alla luce, ma può presentare vene ed impurità color ocra, verdi-azzurrognole dovute alla quantità dei minerali argillosi presenti, che spesso si manifestano nel lungo periodo dopo la posa in opera.
Infatti dopo la messa in opera, durante gli anni, si può manifestare un cambiamento di colore di estese aree che dall'originario bianco, diventano giallo-marrone.
Il nome deriva forse dalla presenza nei piani di stratificazione separabili di figure di alberelli (dendriti) costituiti da microperline di manganese. 
Costituisce la dorsale del Monte Morello (a nord di Firenze) e soprattutto della Calvana (a nord-est di Prato). Altri giacimenti nell'area sono a Grassina, Galluzzo, Scandicci e Lastra a Signa. Anche un'ampia porzione dei monti del Chianti è interessata da questa formazione, soprattutto nell'area compresa tra San Donato in Poggio, Castellina in Chianti, Villa a Sesta e Radda in Chianti. Attualmente, almeno per quanto riguarda l'area pratese-fiorentina, le poche cave in attività si trovano in località Carraia, frazione di Calenzano, alle pendici della Calvana.

## Utilizzi

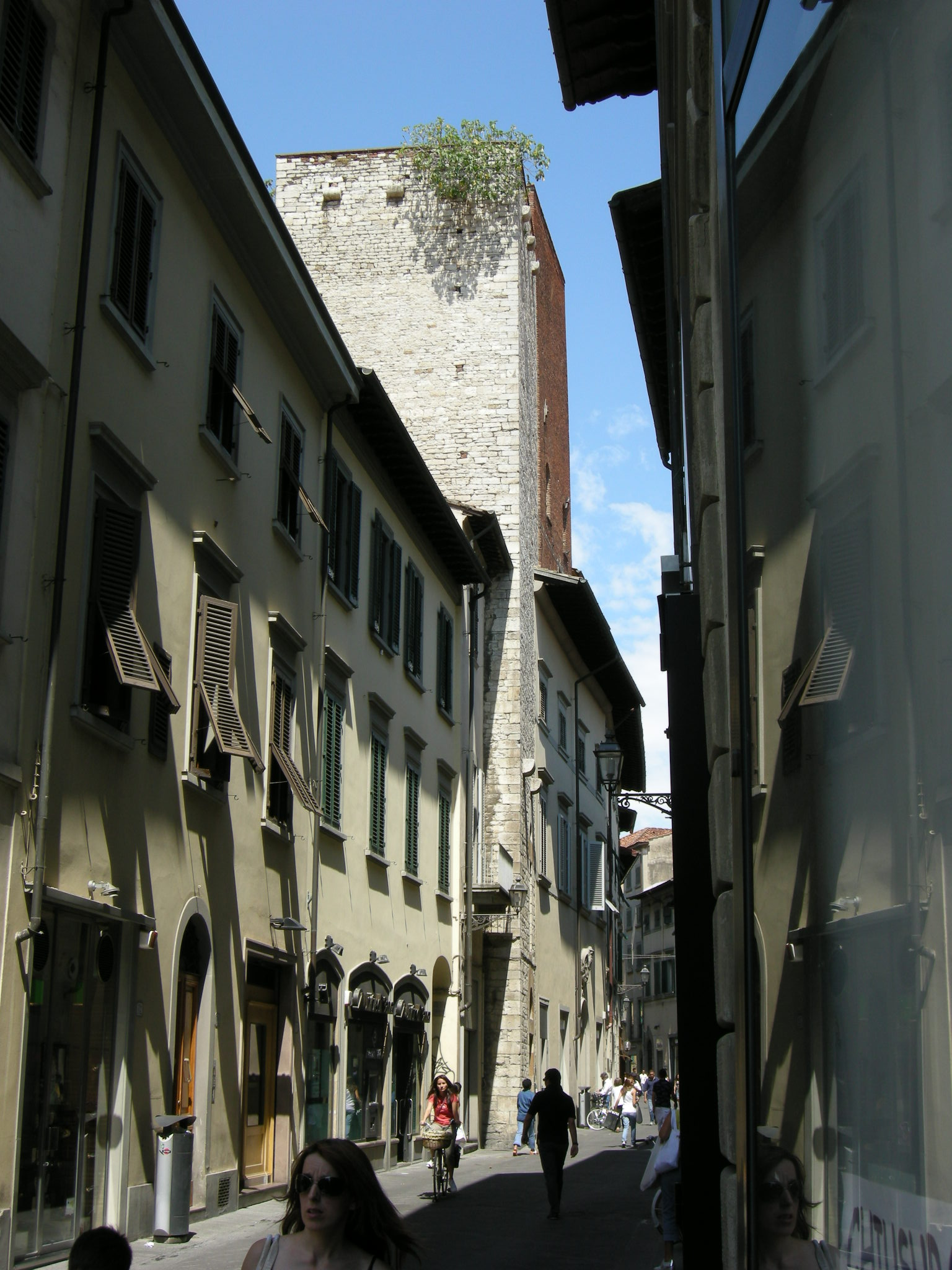
Una torre di Prato, in alberese bianco

I Romani usarono l'alberese per la produzione di calce utilizzando anche i ciottoli di fiume che si trovano nell'Arno e negli affluenti (le "frombole d'Arno"). Negli scavi archeologici nel centro di Firenze è stato anche rinvenuto un calcestruzzo, particolarmente resistente, realizzato con calce e ghiaia di alberese, utilizzato per un canale idrico. Ai tempi di Florentia venne usata anche per lastricare le strade. Tale uso è rimasto in alcune pavimentazioni monumentali, con lastre lucidate di varie tonalità, come nel pavimento della loggia della basilica della Santissima Annunziata a Firenze.
Come pietra da costruzione è stata molto utilizzata, generalmente a vista, fino in tempi recenti, nell'edilizia storica e nell'architettura monumentale di Prato e in minor misura di Pistoia. 
A Prato la pietra è stata utilizzata fino al XX secolo anche per murature di scarso pregio per opifici produttivi e muri di recinzione, spesso alternata all'uso di mattoni (opus listatum).
A Firenze, a causa del più agevole uso della pietra serena e soprattutto della pietra forte, fu usata soprattutto per produrre ottima calce da malta e soprattutto da intonaci, con poche eccezioni (come la Certosa), dove fu utilizzata in filaretti per le murature esterne.
In Toscana, il termine "alberese" può essere utilizzato per altri materiali litici come altri calcari presenti nell'area di Santa Fiora, ma anche nel territorio del grossetano o nell'area pisana ed in genere qualsiasi formazione costituita in prevalenza da calcari marnosi, siltosi o silicei, bianchi o grigi definiti pure genericamente galestri. Tra questi calcari marnosi si possono trovare la pietra paesina, il Verde d'Arno e il Lineato d'Arno, usati nel commesso a pietre dure fin dagli ultimi decenni del Cinquecento.
In altre regioni italiane il termine indica pietre di diversa natura, non sempre riconducibili al calcare.